# Dubbeglas

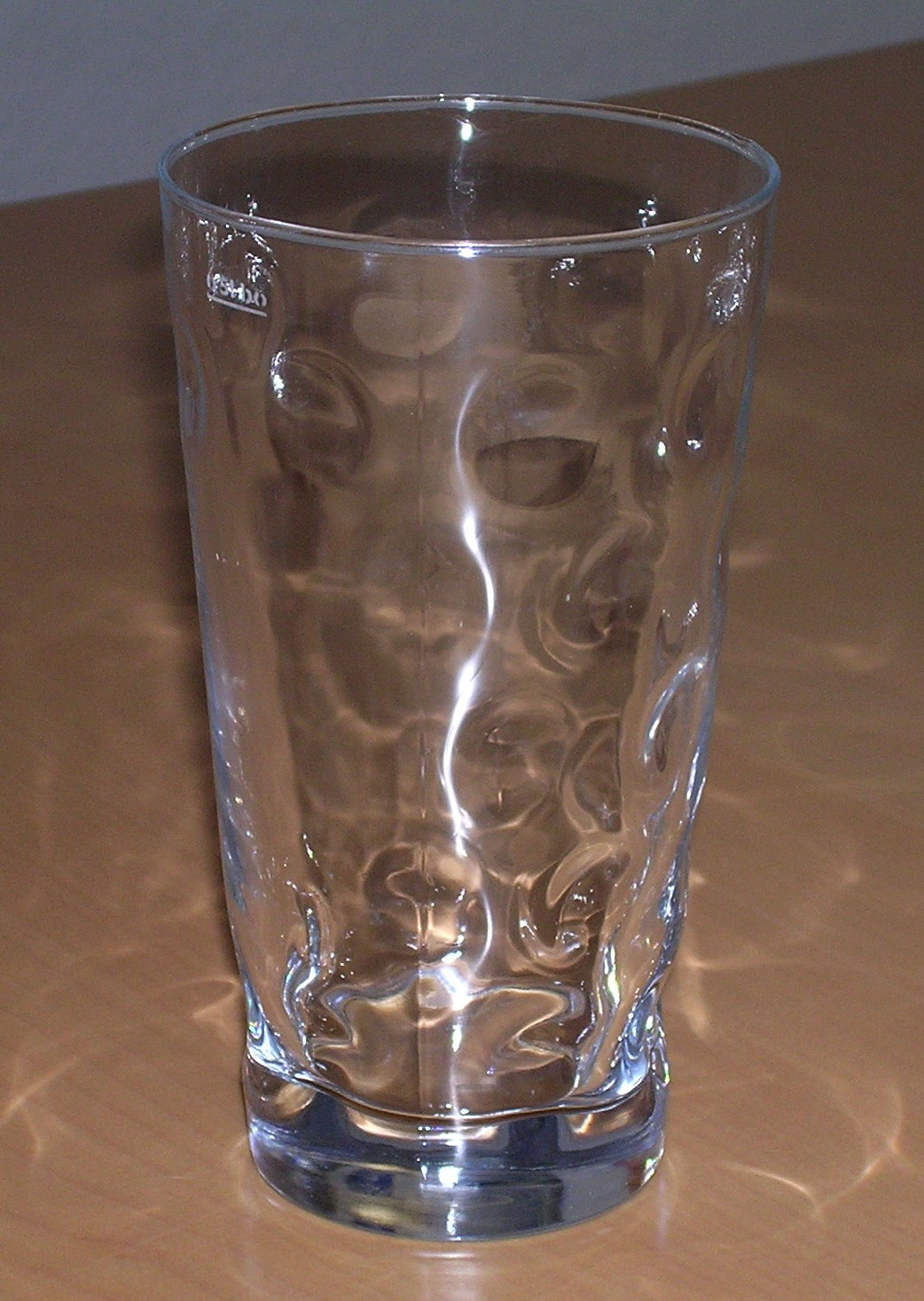
Pfälzer Dubbeglas

Das Dubbeglas ist ein gläsernes Trinkgefäß für Wein oder Weinschorle, das überwiegend in der rheinland-pfälzischen Region Pfalz verwendet wird. Es besitzt ein Fassungsvermögen eines  echten Schoppens, also eines halben Liters. Unter Bezugnahme hierauf wird in der Gastronomie daher auch gerne ein „Dubbeschoppe“ bestellt.

## Name und Beschreibung
Der Name leitet sich von den runden Vertiefungen ab, die in die Außenseite des sich nach oben verbreiternden Glases eingearbeitet sind: Dubbe bedeutet im Pfälzischen Tupfen. Diese verleihen dem Glas eine besondere Griffigkeit. Meist besteht es aus Pressglas, die Dubbe stammen von Gussformen, die bei der Herstellung der Gläser häufig verwendet werden; bei einer edleren und teureren Variante der Herstellung werden die Dubbe in das Glas eingeschliffen.

## Gebrauch
Von der Funktion her lässt sich das Dubbeglas mit dem Frankfurter „Gerippten“ vergleichen. Der Überlieferung nach wurde das Dubbeglas von Metzgern aus der pfälzischen Kur- und Kreisstadt Bad Dürkheim erfunden, da bei Schlachtfesten die zuvor üblichen glatten Stangengläser zu leicht aus der fettigen oder feuchten Hand rutschten. Nach altem Brauch geht ein solches Glas zuweilen auch heute noch in der Weinrunde von Hand zu Hand, wobei man nacheinander daraus trinkt.
Insbesondere bei Festen werden die Gläser mit einem Pfand belegt. Sie sollten bei der Rückgabe nicht ineinander gestapelt werden. Die meisten Wirte verweigern in solch einem Fall die Rücknahme. Da die Dubbe bei Pressgläsern auch nach innen vorstehen, besteht die Gefahr der Verkantung und – beim Lösen – des Glasbruchs.
Neben dem Dubbeglas findet in der Pfalz auch das herkömmliche Schoppenglas Verwendung. Dies ist ein glattes zylindrisches Gefäß, das wie das Dubbeglas ein Fassungsvermögen von einem halben Liter aufweist.

## Werbeträger
- Werbeaufschrift

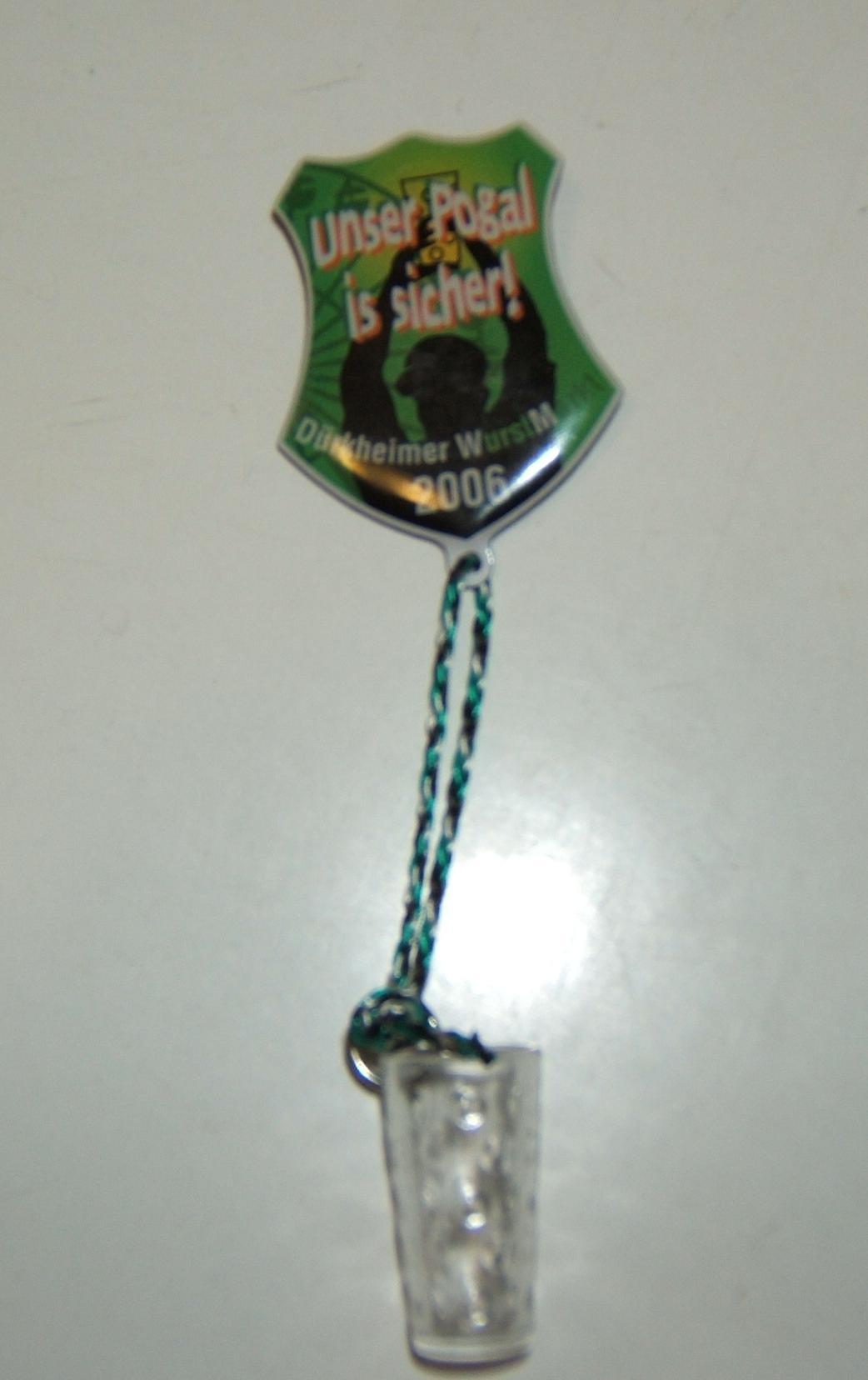
Der „Dubbeglas-Orden“, 2006 mit dem Motto „Unser Pogal is sicher“

Sowohl das Dubbeglas als auch das zylindrische Schoppenglas werden häufig, beispielsweise zu Weinfesten, mit dem Wappen oder dem Slogan des jeweiligen Ortes, des Weinguts, der Winzergenossenschaft oder des Weinbaugebiets als Werbemittel beschriftet.
- Orden

Auf dem größten Weinfest der Welt, dem Dürkheimer Wurstmarkt, wird ein Dubbeglas-Orden mit jährlich wechselndem Motto vertrieben.
- Denkmal

Im Lavendelgarten der pfälzischen Ortsgemeinde Maikammer steht das 1984 eingeweihte steinerne Schoppendenkmal. In Griffhöhe besitzt der Steinblock eine Aussparung, in die ein Dubbeglas hineingestellt werden kann. Mithilfe des Denkmals, das der 1949 in Ludwigshafen geborene Bildhauer Günther Berlejung im Jahr 1984 geschaffen hat, gelang es einer örtlichen Bürgerinitiative zusammen mit der Weinbruderschaft der Pfalz, die pfälzische Gastronomie von ihrem Vorhaben abzubringen, das Schoppenmaß von 0,5 auf 0,4 Liter zu verkleinern.
- Stratosphärenflug

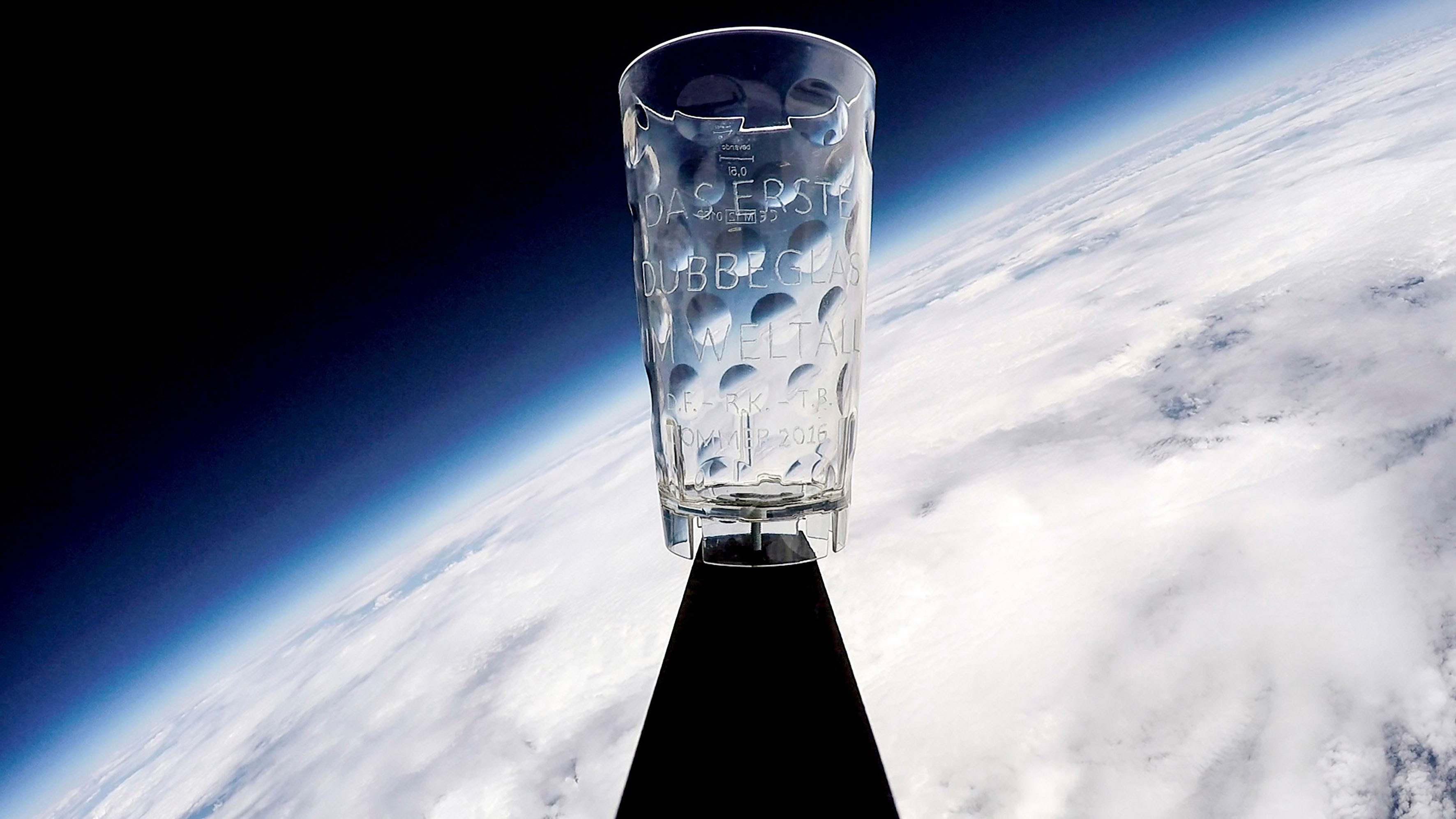
Originalfoto: Dubbeglas in der Stratosphäre

Am 3. Juli 2016 ließen Thomas Butsch, Robert Kwiatek und Dirk Fellhauer von der vorderpfälzischen Ortsgemeinde Heßheim aus ein Dubbeglas durch einen Wetterballon in die Stratosphäre transportieren, wo eine Höhe zwischen 33 und 35 km erreicht wurde. Der Wetterballon mit dem Glas landete 140 km (Luftlinie) entfernt in der mittelfränkischen Stadt Uffenheim und wurde durch die örtliche Freiwillige Feuerwehr aus einem Baumwipfel geborgen.

## Musik
Oliver Herrmann, der Leadsänger der Frankenthaler Rockband GRABOWSKY, und das ehemalige Bandmitglied Willi Brausch treten als pfälzisches Gesangsduo Dubbeglasbrieder auf.
Bernd und Heidrun Paulus haben das Singspiel „Dubbeglas-Kantate - Hommage an eine segensreiche Erfindung“ geschrieben.

## Zitate
„De Dorscht, der macht erscht richtig Spaß, hoscht so e Pälzer Dubbeglas.“

„Ä Glas ohne Dubbe is wie’n Fisch ohne Schuppe.“